# 小林正幸
小林 正幸（こばやし まさゆき、1957年 - ）は日本の臨床心理学者。臨床心理士、学校心理士、日本カウンセリング学会認定カウンセラー＆スーパーバイザー。専門は教育臨床心理学。

## 経歴
群馬県生まれ。筑波大学大学院修士課程教育研究科を修了後、東京都立教育研究所相談部研究主事、東京都立多摩教育研究所研究主事、東京学芸大学教育学部心理学科助教授を経て、東京学芸大学教職大学院教授。

## 主編著と研究分野
第一に、不登校を始め学校不適応に関する研究がある。この関連の研究も数多くなされており、森田洋司教授が代表となる現代教育研究会で、日本最初の不登校の予後調査研究（不登校に関する実態調査ー平成5年度不登校生徒追跡調査」2001）を行った。また、2002年度前後からは、教育委員会と連携して、不登校問題の未然防止、早期発見、早期対応により不登校児童・生徒を減少させる取り組みを精力的に展開した。この関連の主著、共著としては、「不登校はなぜ起きるのか-問題解決と予防の手がかり [リベラルアーツ21 No.1]」（東京学芸大学出版会）、「教師のための不登校サポートマニュアル―不登校ゼロへの挑戦 」（明治図書）、「事例に学ぶ不登校の子への援助の実際」（金子書房）、「不登校児の理解と援助―問題解決と予防のコツ」（金剛出版）、「学校でしかできない不登校支援と未然防止―個別支援シートを用いたサポートシステムの構築」（東洋館出版社）などがある。
第二は、臨床心理学の場で、心理療法の技法として開発されていたソーシャルスキルトレーニングを、学校教育現場で心理教育の一環として導入するソーシャルスキル教育に関する研究である。この関連の主著、京編著としては、「子どもの対人スキルサポートガイド―感情表現を豊かにするSST」（金剛出版）、「ソーシャルスキル教育で子どもが変わる 小学校―楽しく身につく学級生活の基礎・基本」（図書文化）、 「先生のためのやさしいソーシャルスキル教育」（ほんの森出版）などがある。
第三は、教育相談に関するものがある。「教師のための学校カウンセリング」（有斐閣アルマ）、「実践入門教育カウンセリング―学校で生かすカウンセリングの理論と技法 (「実践入門カウンセリング」シリーズ)（川島書店）を始め、教師向けの電話相談や電子メール相談を行ったことから、「教師のための電話相談―悩み・疑問へのアドバイス」（教育出版）、「新版 もうひとりで悩まないで ! 教師・親のための子ども相談機関利用ガイド 」（ぎょうせい）、「保護者との関係に困った教師のために―教師の悩みに答えます」（ぎょうせい）などは、その経過の中で生み出されてきたものである。
第四に、広く教育問題を把握し、時代的な視点から教育技術にも数多くの提言をしている。この関連では、「現役教師が活用する仕事術―大学では学べない教師学」（ぎょうせい）「学級再生」 (講談社現代新書)などが挙げられる。
この他、1999年から2000年までの2年間にわたり、HP「あつまれ！不登校の広場」を開設し、電子メール相談を先駆的に行い、2001年に「不登校児童生徒および教育関係者支援のための電子メール相談の開発と効果に関する研究（科学研究助成金研究課題番号（B）（2）10410033 ）」としてまとめた上で、この体験を下に、「なぜ、メールは人を感情的にするのか―Eメールの心理学 」（ダイヤモンド社）を出版している。心理療法の技法としては、行動療法、認知行動療法を主軸とし、それは、「習癖」（黎明書房）などの著書でもうかがえる。大学院時代は内山喜久雄教授に師事しており、その影響も強く残されているが、教育相談領域での臨床経験は数多く、個別の臨床のみならず、学校および地域に手広く関わる中で、コンサルテーションを広く行うなど、教育相談領域で通用する諸技法を総合的に用いていると考えられる。

## 所属学会
- 日本教育心理学会
- 日本カウンセリング学会（理事）
- 日本行動医学会
- 日本学校メンタルヘルス学会（評議員）
- 日本行動療法学会